# Cella Delavrancea
Cella Delavrancea (1887. december 15. – 1991. augusztus 9.) román  zongoraművész, író. Apja Barbu Ștefănescu Delavrancea.

## Kötetei
- Vraja, nuvele, Cultura Națională, 1946
- O vară ciudată, roman, 1975
- Arpegii în ton major, 1970
- Mozaic în timp, Impresii. Călătorii. Portrete. Amintiri, 1975
- Trepte muzicale, 1984
- Dintr-un secol de viață, 1987